# Inquisivi
Inquisivi es una localidad y municipio de Bolivia, capital de la provincia de Inquisivi, en el departamento de La Paz.  Según el censo nacional de 2012, el municipio de Inquisivi cuenta con una población de 14 566 habitantes.

## Geografía
Se encuentra ubicado a 262 km de la ciudad de La Paz, capital del departamento. Se halla a 2760 m sobre el nivel del mar en una cresta sobre el río Khalu cerca del pueblo de Quime.
La localidad está ubicada en la vertiente oriental de la Cordillera Quimsa Cruz, entre el altiplano boliviano al oeste y las tierras bajas amazónicas al este. La región tiene un clima diurno distinto, con fluctuaciones diarias de temperatura mayores que las fluctuaciones estacionales.
La temperatura promedio promedio de la región es de 10,5 °C, las temperaturas promedio mensuales varían entre 7 °C en junio/julio y poco menos de 13 °C en noviembre/diciembre. La precipitación anual es de casi 600 mm, de mayo a agosto hay una estación seca con precipitaciones mensuales menores a 15 mm, en los meses de enero y febrero hay un promedio de largo plazo entre 120 y 130 mm de lluvia.

## Demografía
De acuerdo con el censo boliviano de 2024, la población del municipio de Inquisivi es de 18 764 habitantes.
La población del municipio aumentó ligeramente entre 1992 y 2024, mientras que la población del pueblo ha cambiado solo ligeramente entre 1992 y 2012:
| Año  | Habitantes (municipio) | Habitantes (localidad) | Fuente |
| ---- | ---------------------- | ---------------------- | ------ |
| 1992 | 15 195                 | 536                    | Censo  |
| 2001 | 16 143                 | 581                    | Censo  |
| 2012 | 14 566                 | 555                    | Censo  |
| 2024 | 18 764                 |                        | Censo  |

La región tiene una alta proporción de población indígena aimara, ya que en el municipio Inquisivi el 86,9 % de la población habla aimara.

## Transporte
Inqusivi se encuentra a 270 km por carretera al sureste de La Paz, la sede de gobierno de Bolivia.
Desde La Paz, la ruta nacional pavimentada Ruta 3 conduce hacia el este hasta Unduavi, y desde allí la Ruta 25 en dirección sureste 210 km hasta Inquisivi, para luego continuar hacia la ciudad de Cochabamba. En Inquisivi, la Ruta 109 se bifurca en dirección suroeste, atraviesa la Serranía de Sicasica y termina en Konani en la Ruta 1, que conecta las ciudades de La Paz y Oruro.